# Endiandra oviformis
Endiandra oviformis är en lagerväxtart som beskrevs av André Joseph Guillaume Henri Kostermans. Endiandra oviformis ingår i släktet Endiandra och familjen lagerväxter. Inga underarter finns listade i Catalogue of Life.